# William P. Suitor
William P. „Bill“ Suitor (* 1945) ist ein US-amerikanischer Testpilot, der über 1200 Flüge mit einem Raketenrucksack ohne ernsthafte Verletzung absolvierte. Er wirkte als Stuntman oder Film-Double bei zahlreichen Fernsehproduktionen und Kinofilmen mit. Bekannt wurde er als fliegender Mensch mit der Flugszene in Thunderball (1965) und durch seinen Einflug in das Stadion bei der Eröffnungsfeier der Olympischen Sommerspiele 1984 in Los Angeles, der von geschätzt mehr als zwei Milliarden Zuschauern weltweit gesehen wurde. Suitor lebt in Niagara Falls (New York). Er hält zahlreiche Flugrekorde mit dem Raketenrucksack.

## Leben
1964 wurde der 19-jährige Bill Suitor, der bei seinem Nachbarn, dem Erfinder des Raketenrucksacks Wendell F. Moore, gelegentlich den Rasen mähte und mit diesem ins Gespräch gekommen war, von der Straße weg als Testpilot für den Raketenrucksack engagiert. Er verblieb bei Bell Aerosystems bis Mai 1970, als die Firma wegen des Ausbleibens weiterer staatlicher Fördergelder in Schieflage geriet und die Rechte am Raketenrucksack verkauft wurden. Suitor, der einer von etwa drei Menschen war, die mit dem Raketenrucksack umgehen konnten, ging dann nach Hollywood und arbeitete von 1970 bis 1984 als Testpilot mit dem Nelson Tyler NT-1 Raketenrucksack. Später flog er als bisher einziger Mensch den RB-2000 der American Rocket Belt Company. Diese Firma endete unrühmlich in einem mysteriösen Kriminalfall, der bis heute die US-amerikanische Öffentlichkeit beschäftigt.
Der James-Bond-Film Thunderball aus dem Jahr 1965 enthält die spektakuläre Fluchtszene, in der James Bond alias Sean Connery mit Hilfe seines Raketenrucksacks aus der Gefangenschaft entkommt. Während bei Start und Landung Studioaufnahmen mit Sean Connery gezeigt werden, sind die Flugszenen mit dem Raketenrucksack aus sechs einzelnen Flügen der Stuntmen (drei von Gordon Yaeger und drei von Bill Suitor) zusammengeschnitten, da der Raketenrucksack konstruktionsbedingt nur einige Sekunden lang in der Luft blieb. Das schrille Pfeifen der Raketendüsen wurde in der Tonspur durch das Geräusch eines betätigten CO2-Feuerlöschers ersetzt.
1987 schrieb Suitor ein Buch über seine Erfahrungen mit dem Raketenrucksack.

## Filmographie
- The A-Team
- The Fall Guy
- Gilligan's Island
- Lost in Space
- Newhart
- The Six Million Dollar Man
- Thunderball
- YouTube-Video: The LA Olympics Rocket Belt Flight (en)